# فصل برنده
فصل برنده (به انگلیسی: The Winning Season) فیلمی محصول سال ۲۰۰۹ و به کارگردانی جیمز سی. استورس است. در این فیلم بازیگرانی همچون سم راکول، شارکا اپس، امیلی ریوس، رونی مارا، اما رابرتس، مارگو مارتیندال، راب کوردری، جسیکا هکت، کانر پائولو و دوین راتری ایفای نقش کرده‌اند.